# Madame Brasserie
Madame Brasserie est un restaurant parisien situé au premier étage de la tour Eiffel et propose une cuisine française. Le restaurant offre une très jolie vue sur les Jardins du Trocadéro. 

## Chef
Le chef Thierry Marx est le chef cuisinier créateur de la carte.

## Historique

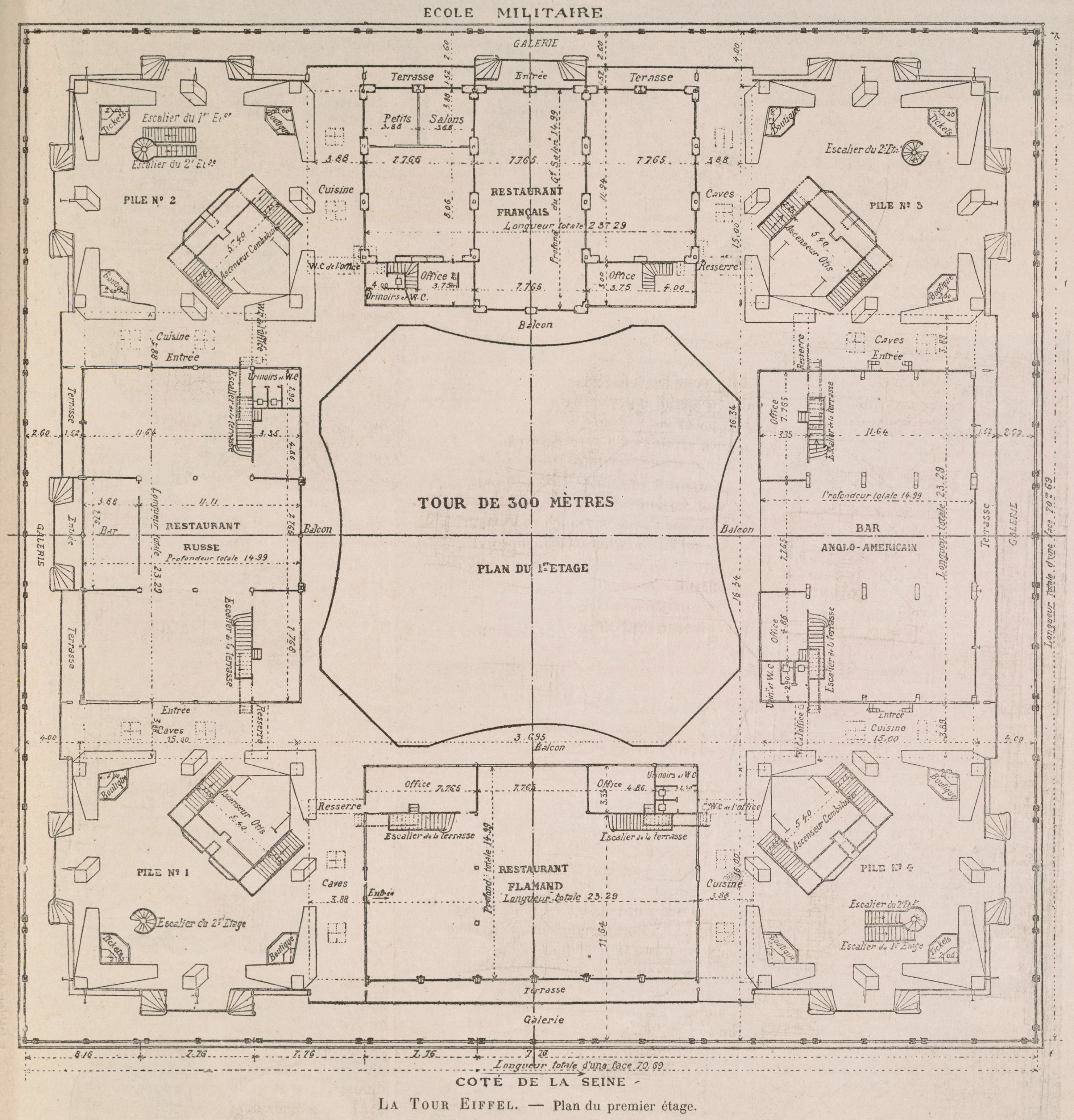
Plan du premier étage en 1889

Pour l’Exposition universelle de 1889, quatre pavillons de bois réalisés par Stéphen Sauvestre occupent la plateforme du premier étage de la tour Eiffel. Chaque restaurant peut recevoir jusqu'à 500 personnes.
- Côté Trocadéro se trouve un bar baptisé « flamand » ; l’établissement est voué à la cuisine alsacienne, avec des serveuses en costume régional. Ce restaurant est ensuite transformé en un théâtre. A noter que le temps de l’Exposition de 1900 cependant, il redevient un restaurant, appelé cette fois-ci « hollandais ». Le Théâtre reprendra jusqu’à la guerre de 1914[5].
- Entre les piliers Est et Nord, se tient un restaurant russe typique.
- Côté Champ de Mars, se tient un restaurant français chic tenu par Brébant.
- Entre les piliers Ouest et Sud, se tient un restaurant « anglo-américain ».

Ces 4 établissements sont démolis pour l’Exposition universelle de 1937 et seuls deux restaurants seront reconstruits dans le style des années 30 sous la présidence de l’architecte Auguste Granet.

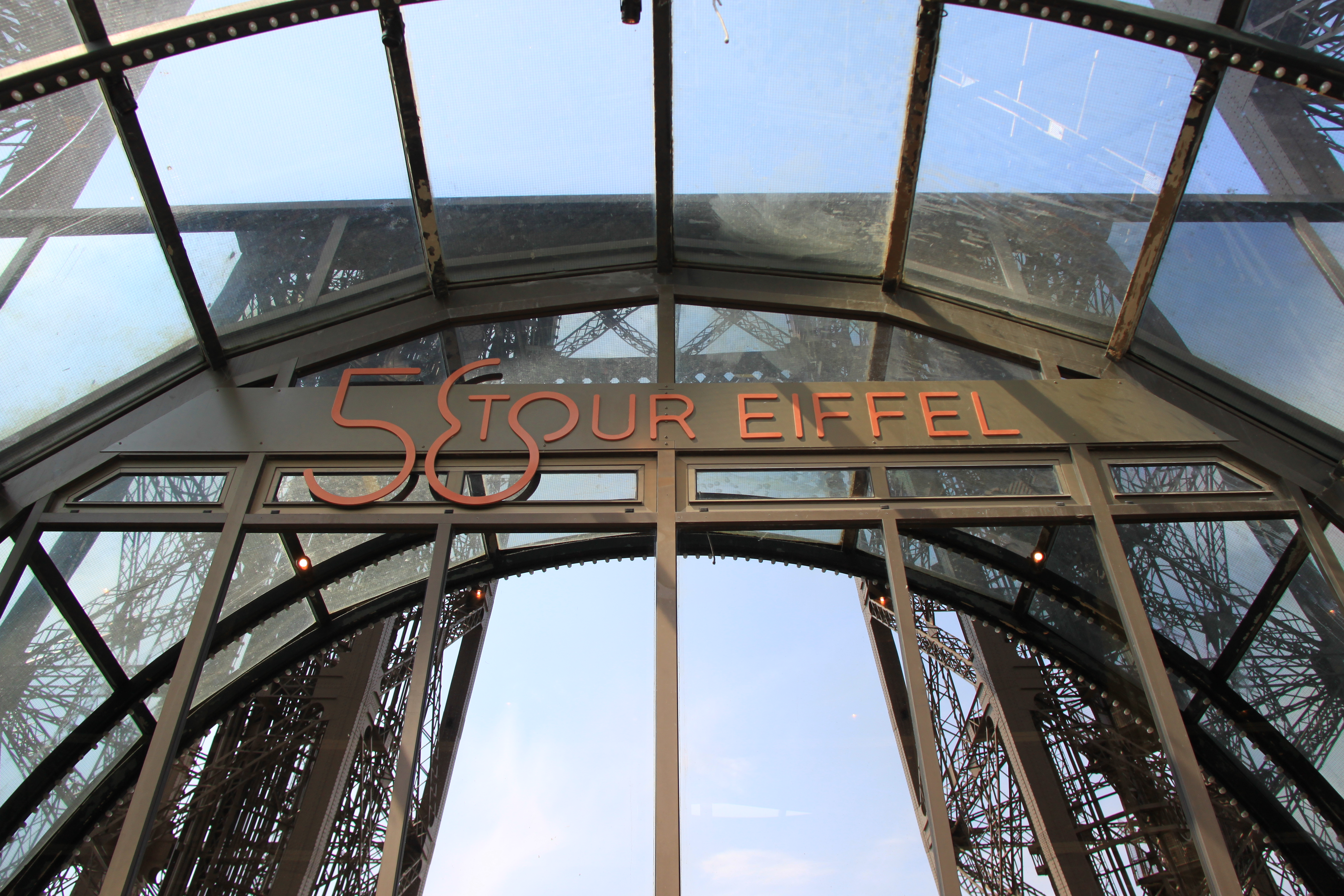
Entrée du restaurant 58 Tour Eiffel en Avril 2011

Au début des années 1980, ces restaurants sont remplacés lors de travaux de grande ampleur : La Belle France et Le Parisien qui, en 1996, sont transformés en une vaste brasserie décorée par Slavik et Jean-Jacques Loup qui sera ensuite entièrement réaménagée, fin 2008 pour devenir le 58 Tour Eiffel. 
En septembre 2019, le restaurant ferme ses portes définitivement pour des travaux d'embellissement.
De 2019 à 2022, des travaux ont lieu sous la direction du designer Ramy Fischler et de l'architecte Nicola Delon, en coordination avec la société d'exploitation de la tour Eiffel (SETE). Les deux responsables de la rénovation du restaurant ont privilégié les matériaux naturels et responsables tels que le bois, la terre crue et le liège. Le restaurant prend alors le nom de Madame Brasserie.